# Кончата Феррелл
Кончата Галейн Феррелл (англ. Conchata Galen Ferrell; 28 березня 1943 — 12 жовтня 2020) — американська акторка театру, кіно та телебачення.

## Життєпис
Народилась 28 березня 1943 року в Лоудендейлі, передмісті Чарлстона, Західна Вірджинія, в родині Лютера Мартіна Феррелла та Мескаль-Лорейн Джордж. Виросла в Чарлстоні, пізніше її родина переїхала до міста Серкелвілл, Огайо.
Провчившись два роки в Університеті Західної Вірджинії, покинула навчання, та, змінивши кілька місць роботи, вступила до Університету Маршалла, який закінчила із вченим ступенем у галузі історії. Її театральна кар'єра розпочалася у складі трупи Circle Repertory Company. 1974 року за свою роль у п'єсі «Морський коник» (The Sea Horse) була удостоєна одразу трьох престижних премій — Drama Desk, Obie Award та Театральний світ.
1979 року виконала головну роль в фільмі «У глибині країни» режисера Річарда Пірса. Наступного року стрічка отримала Золотого ведмедя на Берлінському кінофестивалі. Також виконала низку другорядних ролей у таких стрічках як «Телемережа» (1976), «Містична піца» (1988), «Чи надовго?» (1988), «Едвард Руки-ножиці» (1990), «Золоті ланцюги» (1991), «Справжнє кохання» (1993), «Небо і земля» (1993, реж. Олівер Стоун), «Злочин і кара по-американськи» (2000), «Ерін Брокович» (2000), «Планета Ка-ПЕКС» (2001), «Мільйонер мимоволі» (2002) та «Крампус: викрадач Різдва» (2015).
З'явилася також у багатьох телевізійних проектах, в тому числі у таких відомих серіалах як «Човен кохання», «Кегні і Лейсі», «Метлок», «Вона написала вбивство», «Жорсткі часи на планеті Земля», «Вокер, техаський рейнджер», «Баффі — переможниця вампірів» та «Швидка допомога». 1992 року отримала номінацію на премію Еммі в категорії Найкраща жіноча роль другого плану в драматичному серіалі за роль у серіалі «Закон Лос-Анджелеса». У 2005-му та 2007 роках номінувалася на Еммі в категорії Найкраща жіноча роль другого плану у комедійному серіалі за роль Берти у ситкомі «Два з половиною чоловіки».
1986 року акторка вступила у шлюб з Арні Андерсоном. Мала дочку Саманту (нар. 1982) та двох пасербниць (нар. 1976 та 1979).
Кончата Феррелл померла 12 жовтня 2020 року у Шерман-Окс, Лос-Анджелес, Каліфорнія, в 77-річному віці від зупинки серця.

## Вибрана фільмографія
| Рік       |    | Українська назва                    | Оригінальна назва                   | Роль                                     |
| --------- | -- | ----------------------------------- | ----------------------------------- | ---------------------------------------- |
| 1974      | с  | Мод                                 | Maude                               | Ріта Вальдес                             |
| 1976      | ф  | Телемережа                          | Network                             | Барбара Шлезінгер                        |
| 1977      | с  | Файли Рокфорда                      | The Rockford Files                  | Елла Мей Вайт                            |
| 1977      | с  | Одного разу за один раз             | One Day at a Time                   | Філліс Макдермот                         |
| 1979      | с  | Човен кохання                       | Love Boat                           | Бетсі Шелдон                             |
| 1979      | ф  | У глибині країни                    | Heartland                           | Елінор Ренделл Стюарт                    |
| 1980      | тф | Насильство і шлюб                   | Rape and Marriage: The Rideout Case | Гелен                                    |
| 1980      | с  | Тиха гавань                         | Knots Landing                       | місіс Мессінгер                          |
| 1981      | с  | Лу Грант                            | Lou Grant                           | Майра Векслер                            |
| 1982      | с  | Кегні і Лейсі                       | Cagney & Lacey                      | Шарлін                                   |
| 1983      | с  | Сент-Елсвер                         | St.Elsewhere                        | Джина Барнетт                            |
| 1984      | тф | Надя                                | Nadia                               | Мілі Симонеску                           |
| 1986      | тф | Самаритянин: Історія Мітча Снайдера | Samaritian: The Mitch Snyder Story  | Іда Сінклер                              |
| 1986      | с  | Метлок                              | Matlock                             | місіс Ріс                                |
| 1986      | тф | Пікнік                              | Picnic                              | Гелен Поттс                              |
| 1988      | ф  | Чи надовго?                         | For Ceeps?                          | місіс Меврю Бобруч                       |
| 1988      | с  | Хто тут босс?                       | Who's the Boss?                     | Френсіс                                  |
| 1988      | ф  | Містична піца                       | Mistic Pizza                        | Леона                                    |
| 1988—1992 | с  | Закон Лос-Анджелеса                 | L.A.Law                             | Сьюзен Блум / Лорна Ландберг             |
| 1989      | с  | Вона написала вбивство              | Murder, She Write                   | Геррієт Лундгрен                         |
| 1990      | с  | Жорсткі часи на планеті Земля       | Hard Time on Planet Earth           | Енні                                     |
| 1990      | ф  | Едвард Руки-ножиці                  | Edward Scissorhands                 | Гелен                                    |
| 1991      | ф  | Золоті ланцюги                      | Shains of Gold                      | Марта Берк                               |
| 1993      | ф  | Надія родини                        | Family Prayers                      | місіс Ромейо                             |
| 1993      | ф  | Справжнє кохання                    | True Romance                        | Мері-Луїз Райвенкрофт                    |
| 1993      | с  | Кобра                               | Cobra                               | Боббі Гатнер                             |
| 1993      | ф  | Небо і земля                        | Heaven & Earth                      | Берніс                                   |
| 1996      | ф  | Шосе                                | Freeway                             | місіс Шитс                               |
| 1996      | с  | Вокер, техаський рейнджер           | Walker, Texas Ranger                | Лурін Сміт                               |
| 1997      | мс | Справжні монстри                    | Aaahh!!! Real Monsters              | Сімпа (голос)                            |
| 1998      | с  | Баффі — переможниця вампірів        | Baffy the Vampire Slayer            | медсестра Грінлідж                       |
| 1999      | с  | Дотик ангела                        | Touched by an Angel                 | Ірен                                     |
| 1999      | с  | Друзі                               | Friends                             | суддя                                    |
| 2000      | ф  | Злочин і кара по-американськи       | Crime and Punishment in Suburbia    | Белла                                    |
| 2000      | ф  | Ерін Брокович                       | Erin Brockovich                     | Бренда                                   |
| 2000—2003 | с  | Дика сімейка Тонберів               | The Wild Thornberrus                | Геррієт (голос) / Ведмідь-грізлі (голос) |
| 2001      | тф | Незнайомець в середині              | Stranger insaid                     | Мама Касс                                |
| 2001      | с  | Найкращі                            | Popular                             | Каламіті Джонс                           |
| 2001      | с  | Проект Зета                         | The Zeta Project                    | доктор Грір (голос)                      |
| 2001      | с  | Швидка допомога                     | ER                                  | місіс Дженкінс                           |
| 2001      | ф  | Планета Ка-ПЕКС                     | K-PAX                               | Бетті Макаллістер                        |
| 2002      | с  | Сабріна — юна відьма                | Sabrina, the Tinage Witch           | водій автобуса                           |
| 2002      | ф  | Мільйонер мимоволі                  | Mr. Deeds                           | Джен                                     |
| 2003—2015 | с  | Два з половиною чоловіки            | Two and a Half Man                  | Берта                                    |
| 2012      | ф  | Франкенвіні                         | Frankenweenie                       | мама Боба                                |
| 2015      | ф  | Крампус: викрадач Різдва            | Krampus                             | тітка Дороті                             |
| 2016      | с  | Грейс і Френкі                      | Grace and Frankie                   | бабуся Джин                              |
| 2017      | с  | Ранчо                               | The Ranch                           | Ширлі                                    |